# ناحیه صنعاء القدیمة
ناحیهٔ صنعاء القدیمة (به عربی: مدیریة صنعاء القدیمة) یک ناحیه در یمن است که در صنعا واقع شده‌است. ناحیهٔ صنعاء القدیمة ۶۳٬۳۹۸ نفر جمعیت دارد و ۵ متر بالاتر از سطح دریا واقع شده‌است.